# Сражение на реке Галлю
Сражение на реке Галлю (фр. Bataille de l'Hallue) или сражение при Пон-Ноель произошло между прусской и французской армиями 23—24 декабря 1870 года во время франко-прусской войны.

## Перед сражением
Во время операций по прикрытию блокады Парижа с севера генерал Мантейфель, разбив 27 ноября генерала Фарра при Амьене (Вильер-Бретаннё) и оставив в последнем для прикрытия своих сообщений отряд Гребена, двинулся в Нормандию, занял Руан и угрожал Гавру. Это заставило генерала Федерба, заменившего Фарра, предпринять наступление в тыл Мантейфеля. Под прикрытием крепостей, Федерб реорганизовал армию, и к началу наступления она состояла из 22-го генерала Польз д’Ивуа и 23-го генерала Лекуанта корпусов (в каждом в две пехотные дивизии), всего около 30 тысяч человек при 60 орудиях.
Федерб сделал демонстрацию к Ла-Феру и 10 декабря взял Гам. Потом он повернул к Амьену и, не успев овладеть им, в виду приближения армии Мантейфеля (22 660 пехоты, 2310 кавалерии, 108 орудий), занял позицию в 10 верстах к востоку от Амьена, на высотах левого берега Галлю, по обе стороны шоссе в Альбер, опираясь левым флангом в Сомму, переправы на которой были уничтожены, а правым — в селения Конте и Ваденкур. Длина позиции — 10 км; высоты командовали над впереди лежащей местностью; у подножия их селения Даур, Бюссн, Пон-Ноель, Фременкурье, Бехенкур и Бавеленкур могли служить сильными опорными пунктами. Высоты у Пон-Ноеля имели особенно важное значение — здесь проходило шоссе в Альбер.

## Ход сражения
В день боя Федерб расположил свои войска в одну линию, без резерва: на правом крыле, у Конте н Ваденкура, — дивизию Робёна 23-го корпуса; в центре —22-й корпус (дивизия Дерройя — у Бавеленкура и Бехенкура, дивизия Бессоля — у Пон-Ноеля) по обе стороны шоссе; на левом крыле, у Даура стояла дивизия Мулака из 23-го корпуса.
Мантейфель решил атаковать правое крыло армии Федерба, чтобы отрезать её северных крепостей: 15-й дивизией — с фронта, 16-й дивизией — в обход правого фланга; с последней должна была действовать 3-я кавалерийская бригада; 3-я пехотная бригада из амьенского гарнизона, двигаясь на Керьё, составляла общий резерв.
Около полудня 15-я дивизия открыла огонь, без больших потерь заняла Бюсси и Керьё и развернулась до Фременкура, с целью охватнть Пон-Ноель. В то же время, правее её, от Векемона, начали развертываться войска из Руана. Пон-Ноель и Фременкур, слабо занятые французами, были взяты пруссаками. В 15:00 15-я дивизия попыталась атаковать высоты, но была отбита.
Только тогда 16-я дивизия вступила в бой; она овладела селениями Бехенкур, Бокур и Бавеленкур (здесь немцы захватили около 1000 пленных), но не могла произвести охвата, так как части правого крыла армии Федерба стояли за селением Конте. Слабо поддержанная артиллерией, немецкая пехота не в состоянии была овладеть высотами.
В сумерках Федерб произвёл решительную контратаку на селения у подножия высот; взял Даур, но отбит от Пон-Ноеля; силами дивизии Дерроя овладел Бавеленкуром и удержался в Конте, на правом берегу Галлю.
Утром 24 декабря противники ограничились перестрелкой, причём со стороны французов было несколько бесплодных попыток наступать малыми силами (что привело к захвату немцами пленных).
После полудня Федерб, предполагавший перейти в решительно наступление, заметил сильное утомление войск от боя и ночной стоянки на необустроенных биваках, а также в виду возможного усиления Мантейфеля подкреплениями из Парижа и Руана, решил отступить за реку Скарп, между крепостями Аррас и Дуэ.
Немцы, готовившиеся к обороне в ожидании прибытия подкреплений, не преследовали французов и потеряли с ними связь.

## Итоги сражения
В сражении французы потеряли — 1000 убитыми и ранеными и около 2000 пленными, немцы — около 900 убитыми и ранеными.
Бои были хотя и нерешительными, но чрезвычайно благоприятными для молодых войск Федерба. Слабая способность их маневрировать заставила сразу занять длинную позицию, без общего резерва; передовые пункты, из боязни беспорядочного отступления, были заняты слабо. Со стороны немцев слишком широкий фронт атаки, рискованный фланговый марш 16-й дивизии ввиду противника, расположенного на позиции, бездействие 3-й кавалерийской бригады и слабая поддержка пехотных атак артиллерийским огнём объясняют их достаточно пассивное ведение боя.